# Dance Gavin Dance
Dance Gavin Dance es una banda estadounidense de post-hardcore de Sacramento, California, formada en 2005. Actualmente, la banda está compuesta por el vocalista Jon Mess, el guitarrista principal Will Swan, el guitarrista rítmico Andrew Wells y el baterista Matthew Mingus. La banda anteriormente incluía a los vocalistas principales Jonny Craig, Kurt Travis y Tilian Pearson. La alineación ha cambiado varias veces desde sus inicios. Swan y Mingus son los únicos miembros de la banda que han aparecido en todos los álbumes de estudio.

## Historia
La banda lanzó su EP, Whatever I Say Is Royal Ocean, en 2006 y firmó con Rise Records a partir de entonces. Su álbum de estudio debut, Downtown Battle Mountain, fue lanzado en mayo de 2007. Craig y el guitarrista Sean O'Sullivan dejaron el grupo y fueron reemplazados por Kurt Travis y Zachary Garren, respectivamente. Lanzaron su segundo álbum homónimo en agosto de 2008. El vocalista Jon Mess y el bajista Eric Lodge dejaron el grupo antes del lanzamiento del álbum, y Lodge fue reemplazado por Jason Ellis. Happiness, el tercer álbum de estudio del grupo, fue lanzado en junio de 2009.
En 2010, Jonny Craig, Jon Mess y Eric Lodge regresaron a la banda y grabaron su cuarto álbum de estudio, Downtown Battle Mountain II (2011). Craig y Lodge se separaron del grupo al año siguiente, lo que llevó a la ex vocalista de Tides of Man Tilian Pearson, al bajista Tim Feerick y al guitarrista Josh Benton a unirse a la banda. Lanzaron su quinto álbum de estudio, Acceptance Speech (2013); Benton dejó la banda poco después del lanzamiento del álbum. Su sexto álbum de estudio, Instant Gratification, fue lanzado en abril de 2015. Al año siguiente, el grupo lanzó el álbum en vivo, Tree City Sessions, y su séptimo álbum de estudio Mothership, este último en el puesto 13 en el Billboard 200. Lanzaron su octavo álbum de estudio, Artificial Selection, en junio de 2018, colocándose en el número 15 en el Billboard 200. En 2020, lanzaron su noveno álbum de estudio, Afterburner en abril, que se ubicó en el número 14 en el Billboard 200, y Tree City Sessions 2 en diciembre.
En 2022, Feerick murió de una sobredosis de fentanilo y Pearson dejó la banda luego de múltiples acusaciones de conducta sexual inapropiada.
La banda ha obtenido tres álbumes entre los veinte primeros en los Estados Unidos y se ha convertido en uno de los grupos musicales más populares del post-hardcore.
A fines del 2022, y mediante un comunicado en RR.SS., la banda indica que Tilian Pearson vuelve a la banda, dando por superado sus problemas de conducta sexual inapropiada.  
El 15 de abril de 2024 la banda de nueva cuenta despide a Tilian Pearson debido a “diferencias creativas”. 

## Miembros
| Miembros actuales - Jon Mess - screaming (2005-2008, 2010-presente) - Matt Mingus - batería, percusión (desde 2005) - Will Swan - Guitarra solista, coros (desde 2005), rap (desde 2009), screaming (2008-2010) - Andrew Wells – guitarra rítmica y solista, coros (session 2016-2021, touring 2015–2021, desde 2021) Miembros pasados - Álvaro Alcala – guitarra rítmica (2005–2006) - Sean O'Sullivan – guitarra rítmica (2006–2007; touring member 2010) - Jason Ellis – bajo (2008–2009) - Kurt Travis – voz principal (2007–2010; touring member 2012, 2015, 2016; session 2018) - Jonny Craig – voz melódica (2005–2007; 2010–2012; touring member 2015, 2016) - Eric Lodge – bajo (2005–2008; 2010–2012) - Josh Benton – guitarra rítmica (2010–2014; session 2016) - Tim Feerick - bajo (2009-2010; 2012-2022, fallecido en 2022) - Tilian Pearson - voz melódica (2012–2022, 2022–2024) | Miembros de apoyo - Zachary Garren – guitarra rítmica (official member 2007–2010; session 2015–present) - Martin Bianchini – guitarras (2015–present) - Jessica Esposito - flauta (2016–present) Miembros de apoyo anteriores - Tony Marks – bajo (2010) - Dan Snook – guitarra rítmica y solista(2010) - Matt Geise – voz melódica (2012) - Jordan McCoy – bajo (2011–2012) - Aric Garcia – guitarra rítmica y solista (2014–2015; session 2015) - Alex Whitcomb – guitarra rítmica (2015) - Joey Rubenstein – guitarra rítmica y solista, coros (2017, 2018) - Louie Balthazar - guitarra rítmica y solista (2018) |

Cronología

## Discografía
Álbumes de estudio
- Downtown Battle Mountain (LP, 2007)
- Dance Gavin Dance (LP, 2008)
- Happiness (LP, 2009)
- Downtown Battle Mountain II (LP, 2011)
- Acceptance Speech (LP, 2013)
- Instant Gratification (LP, 2015)
- Mothership (LP, 2016)
- Artificial Selection (LP, 2018)
- Afterburner (LP, 2020)
- Jackpot Juicer (LP, 2022)
- Pantheon (LP, 2025)

EPs
- Whatever I Say Is Royal Ocean (EP, 2006)

Álbumes en directo
- Tree City Sessions (En vivo, 2016)
- Tree City Sessions 2 (En vivo, 2020)

Sencillos
- Pussy Vultures
- Summertime Gladness[9]
- Headhunter
- Blood Wolf